# Sarkis III (ormiański patriarcha Konstantynopola)
Sarkis III (ur. ?, zm. ?) – w latach 1664–1665 oraz 1667–1670 29. ormiański Patriarcha Konstantynopola.